# Tauernspoorlijn

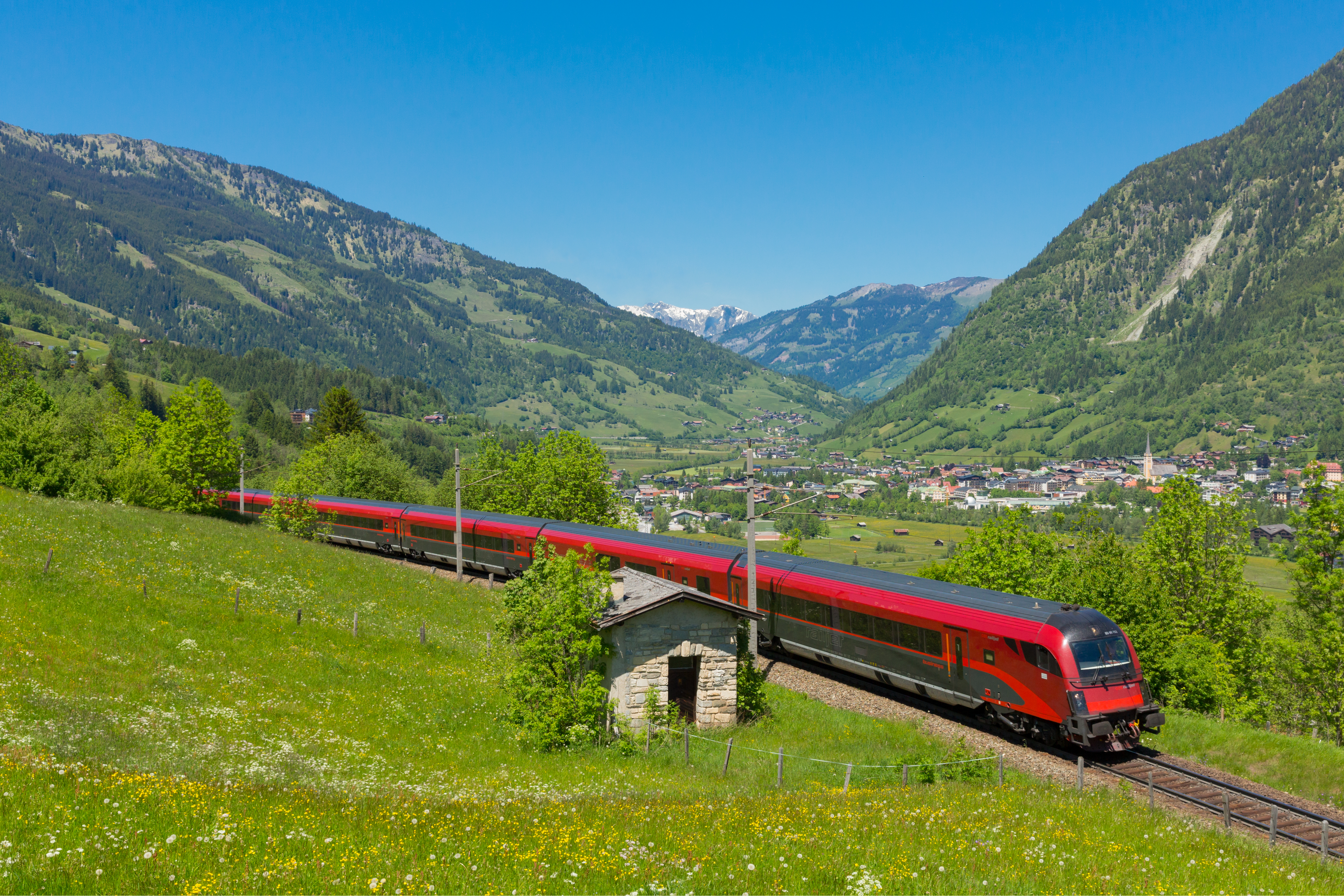
De Tauernspoorlijn.

De Tauernspoorlijn (Tauernbahn) is een spoorlijn in Oostenrijk, die over een afstand van 82 km Schwarzach-St. Veit verbindt met Spittal an der Drau.

## Redenen voor aanleg
Toen men eind 19de eeuw steeds meer te maken kreeg met vrachtvervoer over land, en vooral per trein, waren de Alpen wellicht het grootste obstakel dat overwonnen moest worden. Vooral om van noord naar zuid te komen, waren tunnels noodzakelijk. Zwitserland had al belangrijke noord-zuidverbindingen, zoals de Gotthardlijn, de Lötschbergspoorlijn en Simplonspoorlijn. Ook Oostenrijk had al noord-zuidverbindingen, nl. de Semmeringspoorlijn en de Brennerspoorlijn, maar deze twee lijnen lagen of te ver westelijk, resp. oostelijk om met name het treinverkeer tussen de havenstad Triëst (nog deel uitmakend van Oostenrijk) en de Habsburgse industriesteden zoals Salzburg  ten noorden van de Alpen  efficiënt de bergen over te krijgen. Daartoe besloot men tot de aanleg van de Tauernspoorlijn, in combinatie met diverse andere lijnen, zoals de Karawankenlijn.

## Bouw en uitbreiding
In 1901 werd er onder leiding van ingenieur Carl Wurmb begonnen met de bouw van de lijn. In 1905 was het noordelijke deel, van Schwarzach-St. Veit, het begin van de lijn, naar Böckstein, aan de noordkant van de Tauernspoortunnel bruikbaar. Het zuidelijke deel van de lijn, van Spittal naar Mallnitz, en de 8550 meter lange Tauerntunnel, werden in 1909 gereedgesteld. Tussen 1933 en 1935 werd de lijn geëlektrificeerd. Sinds 1969 is men bezig de enkelsporige lijn stuk voor stuk dubbelsporig te maken. De grootse veranderingen werden aangebracht in Mallnitz. Hier werd er in de jaren 90, in plaats van het oude spoor, dat over een smalle richel om de berg heen liep, een tunnel recht door de berg geboord, wat de lijn drastisch veranderde. Tegenwoordig is men nog altijd bezig met het verdubbelen van het spoor.

## Feiten
De Tauernspoorlijn is 82 kilometer lang, en overwint met een maximale stijging van 2,5% ongeveer 600 meter hoogteverschil. De langste  en belangrijkste tunnel van de lijn is de 8550 meter lange Tauerntunnel.